# Tatort: Tod einer alten Frau
Tod einer alten Frau ist eine Folge der ARD-Krimireihe Tatort. Die vom Sender Freies Berlin (SFB) produzierte Episode wurde erstmals am 25. April 1993 in der ARD ausgestrahlt. Es handelt sich um den fünften Tatort mit Kriminalhauptkommissar Franz Markowitz, der diesmal den Tod einer älteren, von ihrem Mann getrennt lebenden Frau aufklären muss.

## Handlung
Ein Unbekannter schleicht sich in die Wohnung von Frau Weber, einer Berliner Rentnerin. Als diese nach Hause kommt, schubst der Unbekannte die Frau zu Boden und flieht aus der Wohnung. Erst sechs Tage später wird ihre Leiche gefunden und Markowitz wird zum Tatort gerufen. Ihm fällt auf, dass eine Schublade aufgebrochen ist, das Wohnzimmer sieht durchwühlt aus. Der Hausmeister, der die Leiche gefunden hat, sagt aus, den Ehemann der Toten bereits seit einem Jahr nicht mehr gesehen zu haben, er wisse nicht, wohin dieser verschwunden sei. Zudem habe sie zwei Töchter, über die er aber nichts weiter wisse.  Markowitz wird stutzig, weil der Hund des Opfers nach sechs Tagen noch immer Wasser zu trinken hatte, und bringt das Wasser ins Labor. Der Gerichtsmediziner sagt aus, dass Frau Weber einen Oberschenkelhalsbruch und eine Kieferfraktur erlitten habe und seit zwei oder drei Tagen tot sei. Das bedeutet, dass sie nach ihrem Sturz noch mindestens drei Tage gelebt hat und verdurstet ist. Sie hätte überlebt, wenn sich gleich jemand um sie gekümmert hätte. Weiterhin finden die Beamten ein Armband, das wahrscheinlich nicht der Toten gehörte. Der Hausmeister ist sich sicher, dass die Wohnung abgeschlossen war, obwohl der Unbekannte die Tür lediglich zugeschlagen hatte.
Im Flur wurde Blut gefunden, das von einer Frau, allerdings nicht von Frau Weber stammt. Der Ehemann hat sich in Berlin abgemeldet und lebt seit ein paar Monaten in Spanien. Markowitz sucht die ältere Tochter von Frau Weber auf. Sie sagt aus, dass sie kein gutes Verhältnis zueinander hatten und sie sich fast zwei Jahre nicht mehr gesehen hätten. Zu ihrem Vater habe sie auch seither keinen Kontakt. Zur Tatzeit war sie im Urlaub, weitere Angaben kann sie nicht machen. Anschließend sucht er nach der jüngeren Tochter Karin und findet sie schließlich. Diese hatte ihre Mutter normalerweise jeden Montag besucht; am letzten Montag, dem Tattag, sei sie allerdings nicht bei ihr gewesen. Ihre Mutter hätte als einzigen Wertgegenstand eine Brosche gehabt; die habe sie in der Schreibtischschublade aufbewahrt. Ein DNA-Test ergibt, dass das Blut in der Wohnung des Opfers nicht von Karin Weber stammt. Trotz der Entlastung verschwindet sie aus dem Polizeipräsidium und wird nun gesucht.
Die Nachbarn des Opfers identifizieren unterdessen die Gläubiger der verschuldeten Karin Weber, die öfter vor Frau Webers Wohnung aufgetaucht waren. Markowitz verhört die beiden Videothekbesitzer. Sie sagen aus, Karin Weber lediglich gesucht zu haben, mit der Tat jedoch nichts zu tun zu haben. Als allerdings Haare von Frau Webers Hund an ihren Schuhen nachgewiesen wurden, lassen sie sich dahingehend ein, dass sie tatsächlich im Haus gewesen seien, jedoch nicht in der Wohnung. In der Videothek finden sie in einem versteckten Hinterzimmer verbotenes rechtsradikales Videomaterial, das dort vervielfältigt wird.
An der Wohnung von Frau Weber wurde das Polizeisiegel aufgebrochen; in der Wohnung finden Markowitz und seine Kollegen Beate, die ältere Tochter von Frau Weber. Sie hatte entgegen ihrer Aussage doch einen Schlüssel für die Wohnung der Mutter. Die Laboruntersuchung ergibt derweil, dass Bianca, die Gläubigerin von Karin Weber, als Täterin ausscheidet, da der DNA-Abgleich mit dem Blut in der Wohnung negativ ist. Markowitz konfrontiert den Hausmeister Bergmann mit einem weiteren Ergebnis der KTU-Untersuchung: Die Schublade der alten Frau Weber wurde mit seinem Brecheisen aufgestemmt; er bestreitet den Aufbruch der Schublade. Doch stellt sich schnell heraus: Er hatte den Tod von Frau Weber erst einen Tag nach der Entdeckung gemeldet und dem Hund frisches Wasser gegeben. Das Telefon sei kaputt gewesen und er habe sich betrunken, daher habe er nicht sofort die Polizei gerufen. Ob er seiner Frau von der toten Frau Weber erzählt habe, wisse er aufgrund seines Zustandes nicht mehr. Frau Bergmann gesteht den Diebstahl der Brosche, nachdem Markowitz sie mit seinem Verdacht konfrontiert hat. Bergmann ist schockiert über das Geständnis seiner Frau.
Im Sozialamt erfährt Markowitz, dass Frau Weber Wohngeld beantragt hat; der Antrag wurde allerdings abgelehnt, weil sie ein Ferienhaus in Spanien besitzt. Ihr Mann ist vor einem Jahr dorthin geflogen, um das Haus zu renovieren, und sei dort geblieben, offensichtlich, um seine Freiheit zu genießen. Frau Weber versuchte, das Haus zu verkaufen, um sich an ihrem Mann zu rächen; der wusste einen Verkauf allerdings zu verhindern. Anhand einer angekreuzten Zeitungsannonce kommt Markowitz auf ein Reisebüro, in dem Frau Weber für den nächsten Tag einen Flug nach Fuerteventura gebucht hatte. Markowitz fliegt schließlich dorthin, um sich vor Ort umzusehen und Herrn Weber aufzuspüren. Er findet ihn schließlich, wie er gerade eine deutlich jüngere Frau, die offensichtlich seine Geliebte ist, verabschiedet. Er teilt ihm mit, dass seine Frau tot ist. Weber zeigt sich schockiert und gibt an, seine Frau seit einem Jahr nicht mehr gesehen zu haben. Er bestreitet, mit dem Tod seiner Frau etwas zu tun zu haben; die jüngere Frau, Ria Volkmann, sei nur eine Freundin. Ria besitzt einen Laden mit ihrer Geschäftspartnerin Sylvia Thiele.
Vom Betreiber seines Hotels erfährt Markowitz, dass Weber Bilder malt und verkauft und davon mittlerweile gut leben kann. Mit dem Malen habe er vor dem angeblichen Tod seiner Frau vor einem Jahr begonnen, nun verkaufe er seine Bilder bei seiner Freundin Ria. Unterdessen gesteht Weber seiner Geliebten, dass seine Frau nicht vor einem Jahr gestorben war, sondern vor ein paar Tagen ermordet wurde. Er bittet sie, Markowitz gegenüber ihre Beziehung zu verheimlichen, was sie nicht mitmachen möchte. Markowitz sucht den Laden auf, Ria erzählt Markowitz, dass sie die Wahrheit erst seit heute kennt. Mit dem Tod seiner Frau habe Weber allerdings nichts zu tun. Markowitz konfrontiert sie damit, dass nur eine Frau als Täterin in Frage komme, und zeigt ihr das Armband, das die Beamten am Tatort gefunden hatten. Sie bestreitet, dass dies ihr Armband sei. Markowitz lässt sich von einem Einheimischen bestätigen, dass Ria am Tattag auf Fuerteventura gesehen wurde. Daraufhin will er noch einmal mit Rias Partnerin Sylvia sprechen und beobachtet, wie Ria auf Sylvia einredet. Markowitz lässt daraufhin beide überprüfen. Weber will unterdessen nach Berlin abreisen. Er sagt aus, dass das einzig Wertvolle, das das Ehepaar besaß, das Haus sei. Markowitz lässt sich von Weber den Schlüssel der Berliner Wohnung zeigen, er glaubt nunmehr, dass Sylvia die Täterin war.
Ria fragt Sylvia, die von der Insel fliehen wollte, allerdings die Fähre verpasst hat, warum sie Frau Weber getötet habe, das Armband, das Markowitz Ria gezeigt habe, gehöre doch ihr, Sylvia. Sylvia gibt zu, in der Wohnung gewesen zu sein, um zu sehen, was an Webers Angaben, dass er Witwer sei, dran ist. Dabei sei sie von Frau Weber überrascht worden und aus der Wohnung geflohen. Es sei ein Unfall gewesen, dass sie Frau Weber gestoßen habe. Zudem habe sie doch nicht ahnen können, dass sich niemand um Frau Weber kümmere. Während des Geständnisses kommen Markowitz und Weber hinzu. Markowitz verhaftet Sylvia mittels eines spanischen Kollegen. Weber, der sich schwere Vorwürfe wegen der Todesumstände seiner Frau macht, gibt seinen kanarischen Traum auf und kehrt nach Berlin zurück.

## Hintergrund
Die Episode wurde nach einer Idee von Günter Lamprecht unter dem Arbeitstitel Hundstage unter anderem in Morro und im Robinson-Club auf Fuerteventura gedreht. Das Tiertraining erfolgte von der Film-Tierschule Wisniewski.

## Rezeption

### Einschaltquoten
Tod einer alten Frau erreichte bei seiner Erstausstrahlung am 25. April 1993 insgesamt 10,05 Mio. Zuschauer, was einem Marktanteil von 33,4 % entsprach.

### Kritiken
TV Spielfilm fand, „nicht einmal die südliche Sonne kann das undurchschaubare Handlungsgeflecht erhellen“. So sei der Film nur ein „Touristenprospekt mit wirrem Inhalt“.